# Vasîlivka, Dobrovelîcikivka
Vasîlivka (în ucraineană Василівка) este un sat în comuna Drujeliubivka din raionul Dobrovelîcikivka, regiunea Kirovohrad, Ucraina.

## Demografie
Componența lingvistică a localității Vasîlivka
     Ucraineană (92,71%)
     Rusă (5,21%)
     Română (1,04%)
     Belarusă (1,04%)
Conform recensământului din 2001, majoritatea populației localității Vasîlivka era vorbitoare de ucraineană (92,71%), existând în minoritate și vorbitori de rusă (5,21%), română (1,04%) și belarusă (1,04%).